# Alma (okręg Sybin)
Alma (węg. Küküllőalmás) – wieś w Rumunii, w okręgu Sybin, w gminie Alma. W 2011 roku liczyła 787 mieszkańców.